# إدوارد أوستين كينت
إدوارد أوستين كينت (بالإنجليزية: Edward Austin Kent)‏ هو مهندس معماري أمريكي، ولد في 19 فبراير 1854 في بانجور في الولايات المتحدة، وتوفي في 15 أبريل 1912 في المحيط الأطلسي الشمالي.